# Xylotrechus vagefasciatus
Xylotrechus vagefasciatus är en skalbaggsart som beskrevs av Dauber 2004. Xylotrechus vagefasciatus ingår i släktet Xylotrechus och familjen långhorningar. Inga underarter finns listade i Catalogue of Life.